# Setiles
Setiles bezeichnet einen Ort und eine Gemeinde (municipio) mit 84 Einwohnern (Stand: 2024) im Nordosten der Provinz Guadalajara in der Autonomen Gemeinschaft Kastilien-La Mancha in Zentralspanien.

## Lage und Klima
Setiles liegt im Iberischen Gebirge im Osten der Provinz Guadalajara in einer Höhe von 1255 m. Die Entfernung zur westsüdwestlich gelegenen Provinzhauptstadt Guadalajara beträgt ca. 110 Kilometer (Fahrtstrecke).
Setiles besitzt ein gemäßigt warmes Klima. Die Ortschaft ist relativ niederschlagsreich (492 mm/Jahr). Die Jahresdurchschnittstemperatur beträgt 10,0 °C.

## Bevölkerungsentwicklung
| Jahr      | 1960 | 1970 | 1981 | 1991 | 2001 | 2011 | 2021 |
| Einwohner | 769  | 395  | 267  | 231  | 148  | 97   | 86   |

## Sehenswürdigkeiten

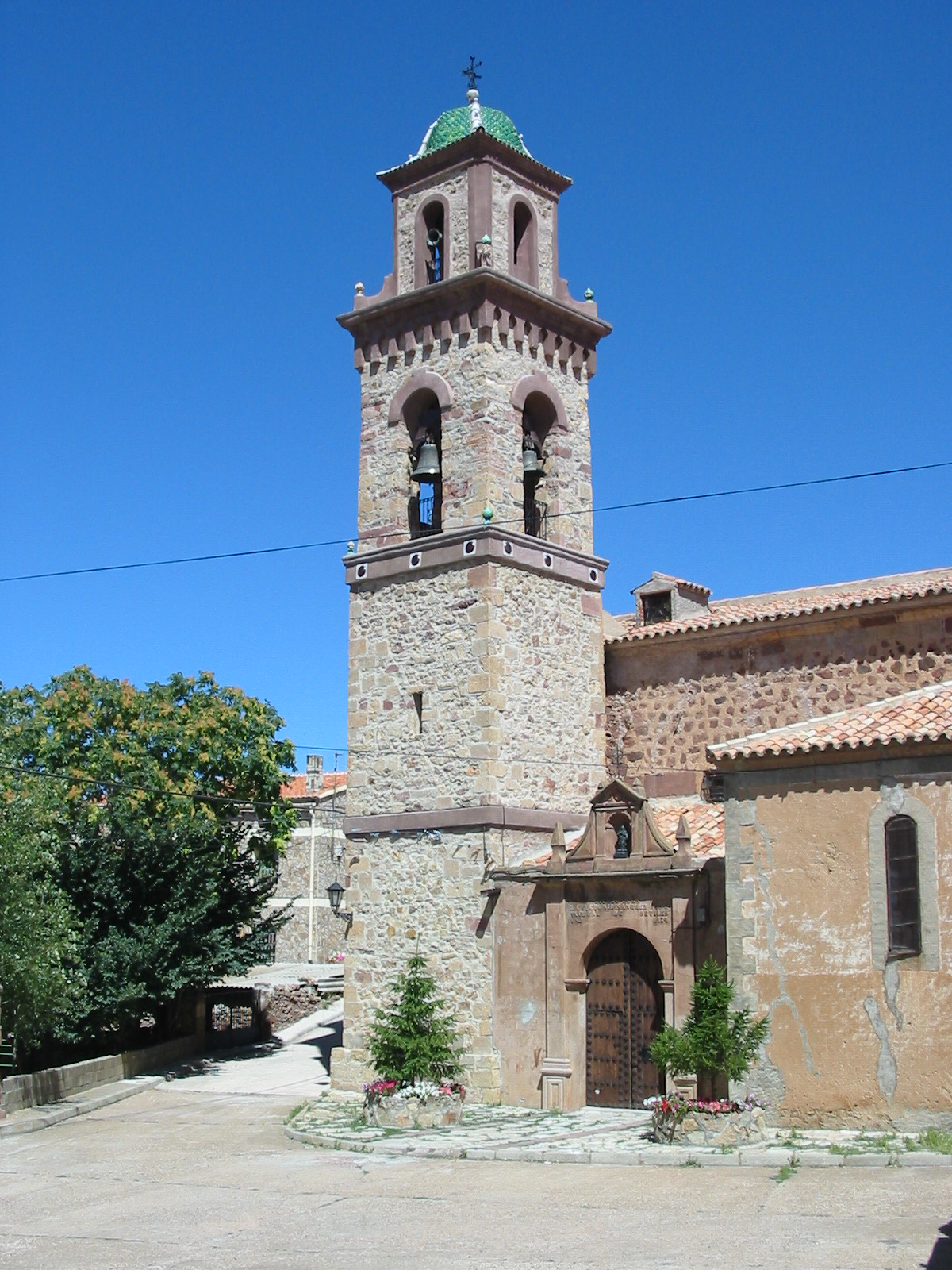
Kirche Mariä Himmelfahrt
- Marienkapelle
- Herrenhaus

- Kirche Mariä Himmelfahrt